# Kristijonas Donelaitis
Kristijonas Donelaitis (1º gennaio 1714 – 18 febbraio 1780) è stato un pastore luterano e poeta lituano.

## Biografia
Originario della Lituania minore (o Prussia orientale) scrisse il primo poema in lingua lituana intitolato  "Metai" (Le stagioni) che fu la base della poesia lituana. 
Figlio di un contadino frequentò la scuola a Königsberg dove studiò anche teologia, in seguito frequentò il seminario fondato dal sovrano di Prussia e divenne pastore della comunità lituana. 
Il suo poema nacque in modo quasi casuale, presumibilmente dall'unione delle sue prediche e solo nel 1818 Ludwig Rhesa raccolse in poemi in un'opera sola. Donelaitis rimase pressoché sconosciuto fino all'inizio del XX secolo e oggi viene definito fondatore della letteratura lituana.